# 信約：我們的家園
《信約：我們的家園》，新加坡新傳媒私人有限公司懷舊電視劇，由陈泓宇、瑞恩、陳凤玲、陈罗密欧、林慧玲、张振煊及陈欣淇領銜主演，歐萱、陳邦鋆及林明倫特別演出，執行監製为盧燕金，監製為黃光榮。 此劇為新傳媒在第21屆上海電視節、中國國際影視展2015所推介的電視劇之一。

## 故事特色
本劇為新加坡建國三部曲電視劇「信約」之第三系列。故事橫跨1966年至2015年，主要講述新加坡華人祖先在新加坡獨立之後逐漸邁向欣欣向榮的故事。
此外，本劇剧情皆加入四大新加坡历史事件：1966年英军撤离新加坡、1969年种族暴动、1978年“史拜罗斯号”爆炸事件和1986年新世界酒店倒塌事件，其中劇組更砸10萬新元設立新世界酒店倒塌事件廢墟，為全劇最貴。

## 播映時段

### 首播
| 頻道                   | 所在地   | 播放日期                   | 時間                                 |
| ---------------------- | -------- | -------------------------- | ------------------------------------ |
| 新傳媒8頻道            | 新加坡   | 2015年7月16日              | 星期一至五 21:00-22:00               |
| Astro双星 Astro双星HD  | 马来西亚 | 2015年7月9日 （至7月15日） | 星期日至四 17:00-18:00 （第1～5集）  |
| Astro双星 Astro双星HD  | 马来西亚 | 2015年7月23日              | 星期一至五 17:00-18:00 （第6～30集） |
| Astro AEC Astro AEC HD | 马来西亚 | 2016年2月15日              | 星期一至五 20:30-21:30               |
| ntv7                   | 马来西亚 | 2016年10月27日             | 星期一至四 21:30-22:30               |

## 演員表

### 張家
| 演員     | 角色   | 介绍 | 登场集数                                                        |
| 陳泓宇   | 張佳   | 峇笼笼 前名胡佳 商人 “小义堂”黑社会之前堂主 洪明慧之夫 張駿騰之父 張敏之義弟 洪寬之堂叔 洪銳之義舅兼姑丈 洪當勇之好友兼妹夫 張晏之堂弟兼死敵 楊美雪之曖昧对象，后为其夫 于第6集被张晏在树林里偷袭 于第8集在祭拜明慧时险遭张晏枪杀，后因美雪出现而逃过一劫 于第8集在宴会上险遭张晏枪杀，但因美雪为其挡枪而平安无事 于第11集收留被张敏赶出家门的洪宽 于第16集飞往香港 于第20集为了鼓励洪宽而返回新加坡 于第22集在日本与美雪在一起定居 | 第1集～第6集 第8集～第16集 第20集~第22集                        |
| 歐萱     | 洪明慧 | 前译名踢你屁股 護士长 張佳之亡妻 張駿騰之母 洪當勇之妹 洪寬之堂嬸 洪鋭之姑姑 張敏之姑子 楊美雪之好友、同事 張晏之前妻 于第4集因操劳过度而动了胎气，在诞下張駿騰后，不幸难产逝世 | 第1集～第4集 第5集（张佳回忆里）                                |
| 陈罗密欧 | 洪宽   | 参见洪家 |                                                                 |
| 瑞恩     | 杨美雪 | 参见杨家 |                                                                 |
| 黃業倫   | 張駿騰 | 学生 張佳、洪明慧之子 洪當勇之外甥 張敏之義侄 張晏之侄子 洪寬之堂弟 洪鋭之表弟 于第4集产生 于第5集遭万山掳走，后得知张佳身份而将其归还 于第16集飞往香港 于第27集返回新加坡 于第29集当上消防队员拯救新世界大楼倒塌受困的人 幼年时期由李佐仁飾演 | 第4集～第5集 第12集 第13集 第15集～第16集 第27集 第29集～第30集 |

### 洪家
| 演員     | 角色   | 介绍 | 登场集数                                                                      |
| 陳邦鋆   | 洪當勇 | 前名洪天 律师 張敏之亡夫 洪銳之父 洪明慧之兄 洪寬、萬子聰、萬芳芳之養父 張佳之好友兼大舅子 張駿騰之舅舅 萬山之救命恩人 萬家之干父 帶娣之公公 洪國順之祖父 李晴之孫公公 在第10集被张晏杀害 | 第2集～第3集 第5集～第10集                                                    |
| 陳鳳玲   | 張敏   | 娘惹糕點店“Little Nyonya”老闆娘 洪當勇之妻 洪寬、洪銳之母 萬子聰、萬芳芳之養母 張佳之姊 洪明慧之大嫂 張駿騰之姨 張晏之堂妹 萬家之干母 万菲菲、带娣之婆婆 洪國安、洪國順之祖母 李晴之孫婆婆 戴晓雄之知己 年輕時被張晏強暴 于第6集被金贵和张晏绑架 于第10集为了替洪當勇报仇而电死張晏后来得知洪寬去拜祭張晏后一气之下才将其趕出家門 于第21集去美国 于第29集回返新加坡 | 第1集～第17集 第19集～第21集 第29集～第30集                                   |
| 陳羅密歐 | 洪寬   | 船厂管工 張晏、張敏之子 洪當勇之養子 洪銳同母異父之兄 萬子聰、萬芳芳之義兄兼姊夫 萬子華之妹夫 萬山、白金女之女婿 萬菲菲之丈夫 洪國安之父 萬怡婷之姑丈 張佳之侄子 幼年时期由丁翊饰演 於第10集因拜祭張晏而被張敏趕出家門 於第11集被張佳收留 於第16集意外发现張晏是被張敏害死的 於第20集在史拜羅斯號事件中受重傷，所幸被救回來                                         | 第1集～第3集 第6集～第17集 第19集～第30集                                     |
| 林慧玲   | 萬菲菲 | 参见萬家 |                                                                               |
| 方偉傑   | 萬子聰 | 参见萬家 |                                                                               |
| 黃馨慧   | 萬芳芳 | 参见萬家 |                                                                               |
| 徐鳴杰   | 洪銳   | 娘惹糕點店“Little Nyonya”师傅 洪當勇、張敏之子 洪寬同母異父之弟 萬子聰、萬芳芳之義弟 阿笑、柳青之女婿 带娣之丈夫 洪國順之父 李晴之公公 張佳之義外甥 幼年时期由杨峻毅饰演 | 第1集～第3集 第6集～第13集 第15集 第17集 第19集～第21集 第24集 第26集～第30集 |
| 柳胜美   | 带娣   | 工厂管工 阿笑、柳青之女 洪銳之妻 洪國順之母 李晴之婆婆 洪寬同母異父之弟婦 張敏、洪當勇之媳婦 | 第1集～第2集 第17集～第21集 第23集～第30集                                    |
| 馮偉衷   | 洪國安 | 洪宽、萬菲菲之子 張晏、張敏之孫 洪當勇之養孫 萬山、白金女之外孫 | 第30集                                                                        |
| 張鈞淯   | 洪國順 | 洪銳、帶娣之子 李晴之丈夫 阿笑、柳青之外孫 張敏、洪當勇之孫 | 第30集                                                                        |
| 張荻     | 李晴   | 洪國順之妻子 阿笑、柳青之外孫媳婦 張敏、洪當勇之孫媳婦 洪銳、帶娣之媳婦 | 第30集                                                                        |

### 楊家
| 演員   | 角色   | 介绍 | 登场集数                                        |
| 陳麗貞 | 楊麗華 | 《新凤凰剧团》戏子 楊美雪之母 嚴松涛、蘇秋鳳之前房客 嚴義生之前岳母 | 第2集 第4集～第5集 第8集～第11集 第14集～第22集 |
| 瑞恩   | 楊美雪 | 大花脸 護士、《新凤凰剧团》戏子、張佳喇叭裤员工 楊麗華之女 洪明慧之同事 嚴義生之青梅竹马兼前妻 嚴義民之前大嫂 張佳之女友、合作伙伴，后为其妻 嚴松涛、蘇秋鳳之前房客兼前媳婦 於第8集为了保护张佳而被張晏枪伤 於第17集与嚴義生結婚 於第22集因嚴義生抛下离去而意外流产，并在慎重考虑后决定離婚 于第22集与张佳有情人终成眷属 | 第1集～第22集                                   |

### 萬家
| 演員   | 角色   | 介绍 | 登场集数                                                               |
| 陳國華 | 萬山   | 白金女之亡夫 洪當勇之前鄰居 萬子華、萬菲菲、萬子聰、萬芳芳之父 姚嘉慧之公公 洪寬之岳父 萬怡婷之祖父 洪國安之外祖父 嚴松涛、蘇秋鳳之前房客 知道杀死張晏之凶手，中期敲诈張敏 於第5集擄走张骏腾，後得知張佳身份而將其歸還 於第16集被戴晓雄意外刺死                                                       | 第1集～第7集 第10集 第14集～第16集                                     |
| 陳慧慧 | 白金女 | 裁縫師、疗养院病患 萬山之妻 萬子華、萬菲菲、萬子聰、萬芳芳之母 姚嘉慧之婆婆 洪寬之岳母 萬怡婷之祖母 洪國安之外祖母 嚴松涛、蘇秋鳳之前房客 于第26集病逝 | 第2集～第7集 第13集～第14集 第18集～第23集 第25集～第26集              |
| 包勳評 | 萬子華 | 烧腊店“威记”师傅 萬山、白金女之長子 萬菲菲、萬子聰、萬芳芳之兄 姚嘉慧之前男友兼大伯子 洪寬之大舅子 萬怡婷之大伯 洪國安之大舅 於第25集與姚嘉惠分手 幼年时期由梁博竣饰演 | 第2集～第3集 第7集 第13集～第16集 第21集～第30集                       |
| 林慧玲 | 萬菲菲 | 工厂女工、舞女 萬山、白金女之長女 萬子華之妹 萬子聰、萬芳芳之姊 洪寬之太太 洪國安之母 洪銳同母異父之大嫂 張晏、張敏之媳婦 姚嘉慧之大姑子 萬怡婷之大姑 幼年时期由林玫乐饰演 於第27集為保護洪寬而被金貴槍傷脊椎神經，暫時半身不遂 於第29集在新世界酒店倒塌事件中被活埋 於第30集被洪宽，骏腾等一行人救出 | 第2集～第4集 第6集～第7集 第12集～第14集 第18集～第19集 第22集～第30集 |
| 方伟杰 | 萬子聰 | 律师 萬山、白金女之幼子 洪當勇、張敏之養子 萬子華、萬菲菲之弟 萬芳芳之兄 洪銳之義兄 洪寬之義弟兼小舅子 姚嘉慧之丈夫 姚仁藝之女婿 萬怡婷之父 洪國安之小舅 於第27集被金貴槍傷 於第30集因动用公款而被警方逮捕 幼年时期由徐从义饰演                                                                       | 第1集～第3集 第7集～第13集 第15集～第30集                              |
| 陳欣淇 | 姚嘉慧 | 参见姚家 |                                                                        |
| 黃馨慧 | 萬芳芳 | 工厂管理 萬山、白金女之幼女 洪當勇、張敏之養女 萬子華、萬菲菲、萬子聰之妹 洪銳之義姊 洪寬之義妹兼姨子 姚嘉慧之小姑子 萬怡婷之小姑 洪國安之阿姨 幼年时期由山田熙饰演 於第25集锁住洪寬，萬菲菲在储藏室里面 於第29集在新世界酒店倒塌事件中被活埋，后被救出                                               | 第1集～第4集 第6集～第12集 第17集～第21集 第23集～第30集               |
| 胡佳琪 | 萬怡婷 | 萬子聪、姚嘉慧之女 萬山、白金女之孫女 姚仁艺之外孫女 | 第30集                                                                 |

### 嚴家
| 演員   | 角色   | 介绍 | 登场集数                                                             |
| 李文海 | 嚴松涛 | 蘇秋鳳之夫 嚴義生、嚴義民之父 楊美雪之前公公 | 第2集 第4集～第5集 第7集 第9集～第13集 第15集～第16集 第20集～第22集 |
| 林梅嬌 | 蘇秋鳳 | 面档头家娘 嚴松涛之妻 嚴義生、嚴義民之母 楊美雪之前婆婆 | 第2集 第4集～第5集 第7集 第9集～第13集 第15集～第22集                |
| 张振煊 | 嚴義生 | 精神不稳定 嚴松涛、蘇秋鳳之長子 嚴義民之兄 楊麗華之前女婿 楊美雪之青梅竹马，前夫 因為文化大革命的迫害而成為精神病患, 后被张骏腾提起情况已好转且结交了新的对象 于第11集被误以为已经离世但还没有 於第14集回返新加坡，左脚残废 于第17集与楊美雪结婚 于第22集与杨美雪离婚 | 第2集 第12集 第14集～第22集                                          |
| 謝俊峰 | 嚴義民 | 学生、建筑师 嚴松涛、蘇秋鳳之幼子 嚴義生之弟 楊美雪之前小叔 於第7集服兵役 | 第4集～第5集 第7集 第9集～第12集 第15集 第28集～第30集               |

### 万兴村
| 演員   | 角色   | 介绍 | 登场集数                                                       |
| 林明倫 | 戴晓雄 | 万兴村民 阿牛之好友 务农，后当管工 張敏之知己 於第16集因误杀萬山而被判坐牢 于第21集出狱，被诊断患有脑瘤，后去美国进行治疗 於第29集過世（僅在對白中提及） | 第1集～第7集 第10集～第17集 第20集～第21集                     |
| 李岳杰 | 阿牛   | 万兴村民 务农，后当船厂管工 戴晓雄之好友 洪寬之同事 於第20集史拜羅斯號事件离世                                                                           | 第1集～第2集 第4集～第7集 第10集 第12集～第14集 第17集～第20集 |
| 纪丽晶 | 阿牛嫂 | 阿牛之妻 | 第1集～第2集 第4集 第7集 第12集～第13集 第20集 第29集          |

### 姚家
| 演員   | 角色   | 介绍 | 登场集数                                            |
| 莫健发 | 姚仁艺 | 姚氏集团主席 姚嘉慧之父 万子聪之岳父 万怡婷之外祖父                                                                                   | 第17集～第18集 第20集～第21集 第23集～第24集 第27集 |
| 陳欣淇 | 姚嘉慧 | 導遊 姚仁藝之女 萬子華之前女友兼弟婦 萬菲菲之弟婦 萬芳芳之嫂子 萬子聰之太太 萬怡婷之母 洪國安之舅母 萬山、白金女之媳婦 英语夜班课学生 | 第13集～第21集 第23集～第30集                       |

### 其他演員
| 演員                | 角色           | 介绍 | 登场集数                                                |
| 陈汉玮              | 胡为人         | 张佳之养父 仅在回忆里出现 已过世 | 第1集                                                   |
| 张汶祥              | 金贵           | 万寿村长 私会党徒 朱老板之表兄 萬菲菲之舞伴 于第27集被警方擊斃 | 第1集 第4集～第7集 第10集～第12集 第14集 第22集～第27集 |
| 冯瑾瑜              | 柳青           | 《新凤凰剧团》戏子 阿笑之妻 带娣之母 洪銳之岳母 洪國順之外祖母 李晴之外祖姑 張佳之帮手 | 第1集～第3集 第5集 第8集                                |
| Rashidal Binti Enee | 花蒂玛         | 護士 洪明慧、楊美雪之同事 | 第1集 第4集～第5集                                      |
| 陈日成              | 阿笑           | 小混混 柳青之夫 带娣之父 洪銳之岳父 洪國順之外祖父 李晴之外祖翁 金贵之伙伴 | 第1集～第3集 第6集～第7集                               |
| 池素宝              | 包打听         | 市民，蘇秋鳳面档常客 | 第2集 第7集 第9集 第11集                                |
| 杨子文              | 培双           | 嚴義生之友 | 第2集 第12集                                            |
| Dennis George Heath | Mr. Robertson  | 英国一家俱乐部主席 Mrs. Robertson之夫 张佳、洪当勇之客户 | 第3集 第8集                                             |
| Karen Jean Stott    | Mrs. Robertson | Mr. Robertson之妻 张佳、洪当勇之客户 | 第3集 第8集                                             |
| 黄毅新              | 阿呆           | 金贵同伙、头脑呆呆 | 第5集～第7集 第11集～第12集                             |
| 陳羅密歐            | 張晏           | 本剧前期大反派 逃犯、前律师兼政治部主任 洪寬之父 張佳之堂兄兼死敵 張敏之義堂兄，年輕時強暴張敏 鍾情張敏 洪明慧之前夫 洪當勇之前妹夫兼死敵 張駿騰之堂伯 萬菲菲之公公 洪國安之祖父 第6集回归 於第8集枪伤楊美雪 於第9集锁住萬子聰、萬芳芳，绑架洪寬、洪銳 於第10集杀害洪當勇，後被張敏尋仇時起爭執最後被其電死 | 第6集～第10集 第13集（張敏回憶裡） 第14集（張敏梦境裡） |
| 李汶洁              | 销售员         | 百货商店服装部销售员，误以为張佳与楊美雪以结为夫妻 | 第8集                                                   |
| 林俐廷              | 妹姐           | 洪家妈姐 | 第8集～第9集                                            |
| 林文强              | 梁秘书         | 張佳之生意伙伴 | 第8集～第9集                                            |
| 叶世品              | Richard        | 張佳之生意伙伴 | 第12集～第13集 第15集～                                 |
| 柯迪宏              | 阿顺           | 張佳喇叭裤员工 林妹妹之男友 | 第12集 第14集                                           |
| 周全喜              | 海叔           | 烧腊店“威记”老板 萬子華之老板 | 第13集～第15集                                          |
| 何爱玲              | 秀秀           | “Little Nyonya”员工 | 第13集                                                  |
| 谭丽芳              | 月娇           | “Little Nyonya”员工 | 第13集～                                                |
| 杨迪嘉              | 李玉鸾         | 張佳喇叭裤员工 | 第13集～第16集                                          |
| 王丽蓉              | 美云           | 姚嘉慧之好友 英语夜班课学生 | 第14集～第15集                                          |
| 柳胜美              | 带娣           | 参见洪家 |                                                         |
| 陈斯伦              | 黄忠明         | 律师 黄律师 萬子聰之上司 | 第17集～18集                                            |

## 劇情牽涉到的歷史事件
- 1966年：战后的婴儿潮在60年代中达到高峰。超过百分之八十五的婴儿在竹脚医院诞生，人数达39,835，打破世界纪录，并列入吉尼斯世界纪录大全。（第1集）
- 1969年：1969年新加坡種族暴動（第12集）
- 1978年：史拜羅斯號事件（英语：Spyros disaster）（第20集）
- 1979年：講華語運動
- 1981年和1982年：新加坡標準時間跟隨馬來西亞標準時間調快半小時（第24集）
- 1986年：新世界酒店倒塌事件

## 電視劇歌曲
| 曲別           | 歌名                | 演唱者                        | 作詞                        | 作曲                        | 编曲        | 制作人 |
| 主题曲         | 梦里家园            | 王俪婷                        | 陈佳明                      | 陈佳明                      | Terence Teo | 陈佳明 |
| 插曲           | 之间                | 信                            | 信                          | 信                          | 无          | 无     |
| 歌曲           | 梦                  | 女生版：吴惠冰 男生版：郑凯华 | 乐声                        | 郑凯华                      | 郑凯华      | 麦如丽 |
| 歌曲           | 我的爱人            | 女生版：吴惠冰 男生版：郑凯华 | 乐声                        | 郑凯华                      | 郑凯华      | 麦如丽 |
| 歌曲           | 明月千里寄相思      | 王芳                          | 刘如曾                      | 刘如曾                      | 邓碧源      | 麦如丽 |
| 歌曲（第13集） | 大地回春            | 无                            | 陈栋荪                      | 姚敏                        | 无          | 无     |
| 歌曲（第14集） | 今天不回家          | 无                            | 左宏元                      | 左宏元                      | 无          | 无     |
| 歌曲（第15集） | 感怀                | 林明依、李采遐                | 卓圣翔、丁马成              | 卓圣翔、丁马成              | 无          | 无     |
| 歌曲（第24集） | Inside Of My Guitar | Goh Junyi                     | David Bellamy、Jim Stafford | David Bellamy、Jim Stafford | 无          | 无     |

## 争议
- 马来西亚首播频道Astro双星原定于2015年7月9日，继《心迷》及《长辈甜心》后全球首播，但由于新加坡新传媒的介入，因此，Astro双星如今将与新加坡同日播出，所以暂停播出五次[4]。原定在傍晚6点连续播两集的台湾三立电视剧《好想談戀愛》提早至傍晚5点播出[5]，本剧则从7月23日起，周一至五傍晚5点播出。这也影响到随后Astro双星播出的电视剧 —— 随着《港劇新戲勢，Astro優先睇》的首播時段終止，首播电视剧从9月24日起改至周一至五时段，周六、周日为五集马拉松时段，率先使用新时段的电视剧为《加油吧实习生》及《手牵手》，其他电视剧，如《哇！陳怡君》、《K歌·情人·夢》及《鬼太郎之妻》将改为新时段播出，唯有与台湾同步首播的《料理高校生》维持不变。
- 欧萱在红星大奖2015第一场颁奖礼，连夺六项投选奖项，在台上宣布退出所有投选奖项，但在此剧及《志在四方II》的最喜爱女角色投选可见官方还未取消欧萱的参赛资格。新传媒表示，由于“最喜爱”奖项由观众投选决定，她依然还得参加竞选。[6]

## 奖项
此剧在红星大奖2016里14项奖项入围中16次提名。此剧也是五部“最佳电视剧”兼“最佳主题曲”的入围作品之一，连同《118》、《起飞》、《志在四方II》及《虎妈来了》。此剧也在戏剧方面入围每项专业技术奖，赢得“最佳戏剧摄影”。
| 奖项                         | 奖项                      | 奖项           | 奖项 |
| 颁奖典礼                     | 奖项                      | 入围者         | 结果 |
| ---------------------------- | ------------------------- | -------------- | ---- |
| 红星大奖2016之幕后英雄颁奖礼 | 最佳导演                  | 卢燕金         | 提名 |
| 红星大奖2016之幕后英雄颁奖礼 | 最佳导演                  | 叶佩娟         | 提名 |
| 红星大奖2016之幕后英雄颁奖礼 | 最佳剧本                  | 谢俊源、陈秀群 | 提名 |
| 红星大奖2016之幕后英雄颁奖礼 | 最佳宣传短片              | 陈佩君         | 提名 |
| 红星大奖2016之幕后英雄颁奖礼 | 最佳戏剧摄影              | 黃国钟         | 獲獎 |
| 红星大奖2016之幕后英雄颁奖礼 | 最佳戏剧布景设计          | 陈家谷、胡福隆 | 提名 |
| 红星大奖2016之幕后英雄颁奖礼 | 最佳戏剧剪接              | 赖振江         | 提名 |
| 红星大奖2016 上半场          | 常青演绎奖                | 林梅娇         | 提名 |
| 红星大奖2016 下半场          | 最佳主题曲 (《梦里家园》) | 王俪婷         | 提名 |
| 红星大奖2016 下半场          | 青苹果奖                  | 丁翊           | 提名 |
| 红星大奖2016 下半场          | 青苹果奖                  | 徐从义         | 提名 |
| 红星大奖2016 下半场          | 最佳男配角                | 陈邦鋆         | 提名 |
| 红星大奖2016 下半场          | 最佳男主角                | 陈泓宇         | 提名 |
| 红星大奖2016 下半场          | 最佳电视剧                |                | 提名 |
| 红星大奖2016 庆功宴          | 最喜爱男角色              | 陈罗密欧       | 提名 |
| 红星大奖2016 庆功宴          | 最喜爱荧幕情侣            | 陈泓宇、瑞恩   | 提名 |

## 註明
1. ↑  .   [2015-02-06]. （原始内容存档于2015-02-06）.
2. ↑  .   [2015-01-30]. （原始内容存档于2015-01-30）.
3. ↑  .   [2015-01-13]. （原始内容存档于2015-01-13）.
4. ↑  .   [2015-10-18]. （原始内容存档于2015-10-20）.
5. ↑  .   [2015-10-18]. （原始内容存档于2016-07-18）.
6. ↑  .   [2016-02-02]. （原始内容存档于2019-11-01）.

## 電視節目的變遷
| 新加坡 新傳媒8頻道 星期一至五 21:00 - 22:00        | 新加坡 新傳媒8頻道 星期一至五 21:00 - 22:00  | 新加坡 新傳媒8頻道 星期一至五 21:00 - 22:00       |
| -------------------------------------------------- | -------------------------------------------- | ------------------------------------------------- |
|                                                    | 信約：我們的家園 （2015.07.16 - 2015.08.26） |                                                   |
| 長輩甜心 （2015.06.18 - 2015.07.15）               | 吻我吧，住家男 （2015.08.27 - 2015.09.24）   |                                                   |
| 星期一至五 17:30 - 18:30                           |                                              |                                                   |
| 長輩甜心 (重播) （2016.04.19 - 2016.05.16）        | 信約：我們的家園 （2016.05.17 - 2016.06.27） | 警徽天職2 (重播) （2016.06.28 - 2016.07.25）      |
| 星期六至日 16:30-18:30 (重播)                      |                                              |                                                   |
| 信约：动荡的年代 (重播) （2017.06.18－2017.08）    | 信约：我们的家园 (2017.08.12-2017.10.08)     | 当我们同在一起 (重播) （2017.10.14 - 2017.12.10） |
| 星期二至六 05:00-06:00 (重播)                      |                                              |                                                   |
| 信约：动荡的年代 (重播) （2021.11.27－2022.01.07） | 信约：我们的家园 (2022.01.08-2022.02.23)     | 烈火如歌 (重播) （2022.02.24 - 2022.05.06）       |
| 星期天 12:00-01:00 (重播)                          |                                              |                                                   |
| 志在四方II (重播) （2023.12.22-2024-02.17）        | 信约：我们的家园 (2024.02.25-2024.06.02)     | 大英雄 (重播) （2024.06.09-2024)                  |
| 星期六至日 07:00-09:00 (重播)                      |                                              |                                                   |
| 信约：动荡的年代 (重播) （2025.03.16-2025-05.04）  | 信约：我们的家园 (2025.05.10-2025.06.)       | AP                                                |

}}
| 马来西亚 Astro双星、Astro双星HD 星期日至四 17:00 - 18:001              | 马来西亚 Astro双星、Astro双星HD 星期日至四 17:00 - 18:001              | 马来西亚 Astro双星、Astro双星HD 星期日至四 17:00 - 18:001 |
| ---------------------------------------------------------------------- | ---------------------------------------------------------------------- | --------------------------------------------------------- |
|                                                                        | 信約：我們的家園（第1～5集） （2015.07.09 - 2015.07.15）               |                                                           |
| 長輩甜心 （2015.06.11 - 2015.07.08）                                   | 好想談戀愛（第62～72集） （2015.07.16 - 2015.07.23） （17:00 - 19:00） |                                                           |
| 马来西亚 Astro双星、Astro双星HD 星期一至五 17:00 - 18:001              |                                                                        |                                                           |
| 好想談戀愛（第62～72集） （2015.07.16 - 2015.07.23） （17:00 - 19:00） | 信約：我們的家園（第6～30集） （2015.07.23 - 2015.08.26）              | 吻我吧，住家男 （2015.08.27 - 2015.09.23）                |
| 马来西亚 ntv7 7势如虹时段 星期一至四 21:30 - 22:30                     |                                                                        |                                                           |
| 十年…你还好吗？后接 圓滿愛上你 （2016.09.20 - 2016.10.26）             | 信約：我們的家園 （2016.10.27 - 2016.12.19）                           | 我的星光大道 （2016.12.20 - 2017.）                       |

^1 由于新加坡新传媒的决定，本剧自2015年7月16日起暂停播出、改为播出《好想談戀愛》，2015年7月23日复播。